# Північний Ємен на літніх Олімпійських іграх 1984
Північний Ємен брав участь в Літніх Олімпійських іграх 1984 року в Лос-Анджелесі (США) вперше за свою історію, але не завоював жодної медалі. Країну представляли два легкоатлета.

## Легка атлетика
Спортсменів — 2
| Спортсмен           | Вид    | Забіг     | Забіг | Чвертьфінал | Чвертьфінал | Півфінал   | Півфінал   | Фінал      | Фінал      |
| Спортсмен           | Вид    | Результат | Місце | Результат   | Місце       | Результат  | Місце      | Результат  | Місце      |
| ------------------- | ------ | --------- | ----- | ----------- | ----------- | ---------- | ---------- | ---------- | ---------- |
| Абдулраб Аль-Гхаді  | 800м   | 2.05,90   | 8     | Не пройшов  | Не пройшов  | Не пройшов | Не пройшов | Не пройшов | Не пройшов |
| Алі Салех Аль-Гхаді | 5000м. | 16.06,58  | 13    | Не пройшов  | Не пройшов  | Не пройшов | Не пройшов | Не пройшов | Не пройшов |
| Алі Салех Аль-Гхаді | 10000м | Н/ф       | -     | Не пройшов  | Не пройшов  | Не пройшов | Не пройшов | Не пройшов | Не пройшов |